# 2020년 토론토 국제 영화제
제45회 토론토 국제 영화제는 2020년 9월 10일에 열린 시상식이다.

## 수상 및 후보

### 관객상
- 노마드랜드 - 클로이 자오 수상

### 관객상-퍼스트
- 원 나이트 인 마이애미 - 레지나 킹 수상

### 관객상-세컨드
- 빈스 - 트레이시 디어 수상

### 다큐멘터리 관객상
- 인컨비니언트 인디언 - 미쉘 라티머 수상

### 미드나잇 매드니스 관객상
- 쉐도우 인 더 클라우드 - 로젠느 리앙 수상

### 캐나다 장편영화상
- 인컨비니언트 인디언 - 미쉘 라티머 수상

### 캐나다 장편영화상 특별언급
- 파우나 - 니콜라스 페레다 수상

### 캐나다 Amplify Voices상
- 왕들의 그날 밤 - 필립 라코테 수상
- 수업시대 - 차이타니아 탐하네 수상

### 캐나다 Amplify Voices상 특별언급
- 다운스트림 투 킨샤사 - 디웨도 아마디 수상

### FIPRESCI-상
- 비기닝 - 디 쿨룸비가쉴리 수상

### 넷팩상
- 아폴로 - 타르잔 나세르 외 1명 수상

### 체인지메이커 상
- 블랙 바디스 - 켈리 파이프-마샬 수상

### IMDbPro 단편 최우수상
- 더스틴 - 나일라 구이구엣 수상

### IMDbPro 단편 최우수 캐나다 영화상
- 벤자민, 베니, 벤 - 폴 스콜도프 수상

### IMDbPro 단편 Share Her Journey상
- 자장가를 불러줘 - 티파니 슝 수상

### IMDbPro 단편 Share Her Journey상 특별언급
- 오 블랙 홀! - 레니 잔 수상

### 현대 세계 영화 부문
- 반다르 밴드 - 마니제 헤크맛
- 뉴 오더 - 미셸 프랑코
- 왕들의 그날 밤 - 필립 라코테
- 프리퍼레이션 투 비 투게더 포 어 언노운 - 릴리 호바스
- 쿠오 바디스, 아이다? - 야스밀라 즈바니치
- 언더 더 오픈 스카이 - 니시카와 미와

### 디스커버리 부문
- 180° 룰 - 파누쉬 사마디
- 빈스 - 트레이시 디어
- 비기닝 - 디 쿨룸비가쉴리
- 아폴로 - 타르잔 나세르 외 1명
- 림보 - 벤 샤록
- 메모리 하우스 - 조아오 파올로 미란다 마리아
- 시바 베이비 - 엠마 셀리그만
- 스프링 블라썸 - 수잔 랭동
- 더 베스트 이즈 옛 투 컴 - 왕 징
- 와일드파이어 - 캐시 브래디

### 갈라스 부문
- 암모나이트 - 프란시스 리
- 브루즈드 - 할리 베리
- 콘크리트 카우보이 - 리키 스토브
- 데이비드 번 아메리칸 유토피아 - 스파이크 리
- 굿 조 벨 - 레이날도 마르쿠스 그린
- 아이 케어 어 랏 - J 블레이크슨
- 노마드랜드 - 클로이 자오
- 원 나이트 인 마이애미 - 레지나 킹
- 피시즈 오브 어 우먼 - 코르넬 문드럭초

### 마스터스 부문
- 노투르노 - 잔프란코 로시

### 다큐멘터리 부문
- 76 데이즈 - 하오 위
- 시티 홀 - 프레더릭 와이즈먼
- 애너미스 오브 더 스테이트 - 소니아 케넌벡
- 파이어볼: 어둠의 세계에서 온 방문자 - 베르너 헤어조크 외 1명
- 인컨비니언트 인디언 - 미쉘 라티머
- 리프트 라이크 어 걸 - 마예 자이드
- MLK/FBI - 사무엘 D. 폴라드
- 노 오디너리 맨 - 애슐링 친이
- 더 뉴 코퍼레이션: 디 언포쳐너틀리 네세서리 시퀄 - 조엘 바칸 외 1명

### 미드나잇 매드니스 부문
- 겟 더 헬 아웃 - 왕이판
- 쉐도우 인 더 클라우드 - 로젠느 리앙
- 바이오레이션 - 마들렌 심즈-퓨어

### 단편 부문
- 다비드 - 재크 우즈
- 히스토리 오브 시빌라이제이션 - 쟌낫 알샤노바
- 4 노스 에이 - 조던 캐닝 외 1명
- 인 서든 다크니스 - 타일러 몬테규
- 스틸 프로세싱 - 소피 롬바리
- 파운드 미 - 데이비드 핀레이
- 말론 브란도 - 빈센트 틸라누스
- 블랙 바디스 - 켈리 파이프-마샬
- 마운틴 캣 - 카비주램 퓨레브-오기어
- 필라르 - 잉게 볼리 외 2명
- 아닉샤 - 빈센트 토이
- 포인트 엔드 라인 투 플레인 - 소피아 보다노위즈
- 루즈 피쉬 - 프란시스코 캔턴 외 1명
- 더 게임 - 로만 호델
- 더 아키비스트 - 이고르 드랴차
- 벤자민, 베니, 벤 - 폴 스콜도프
- 나보잔데, 더 뮤지션 - 레자 리아히
- 서 비 - 몰리 케인
- 룰스 포 웨어울브스 - 제레미 샤울린-리우
- 엘카일에스애스 - 탱크 스탠딩 버팔로
- 더스틴 - 나일라 구이구엣
- 아워 하트 비트 라이크 워 - 엘리너 느체미야
- 애즈 스프링 컴스 - 마리에-이브 주스테
- 스트롱 선 - 이안 바와
- 에브리 데이즈 라이크 디스 - 레프 루이스
- 드라우트 - 레미 이타니
- 오 블랙 홀! - 레니 잔
- 슈팅 스타 - 아리안 루이스-시즈 플루프
- 석커 - 한나 치스먼
- 더 프라이스 오브 칩 렌트 - 아미나 슈튼 외 1명
- 타이 - 알렉산드라 라미레즈
- 스테파니 - 레오나르도 반 디지
- 싱킹 쉽 - 사샤 레이 헨리
- 스카스 - 알렉스 안나
- 자장가를 불러줘 - 티파니 슝

### 특별한 발표 부문
- 어나더 라운드 - 토마스 빈터베르그
- 폴링 - 비고 모텐슨
- 펭귄 블룸 - 글렌딘 어빈
- 썸머 오브 85 - 프랑소와 오종
- 수업시대 - 차이타니아 탐하네
- 더 파더 - 플로리안 젤러
- 트루 마더스 - 가와세 나오미

### 파장 부문
- 파우나 - 니콜라스 페레다
- 인헤리턴스 - 에브라임 애실리
- 블랙 바디스 - 켈리 파이프-마샬
- 마운틴 캣 - 카비주램 퓨레브-오기어
- 필라르 - 잉게 볼리 외 2명
- 아닉샤 - 빈센트 토이
- 포인트 엔드 라인 투 플레인 - 소피아 보다노위즈
- 루즈 피쉬 - 프란시스코 캔턴 외 1명
- 더 게임 - 로만 호델

### 프라임타임 부문
- 어 수터블 보이 - 미라 네어
- 더 써드 데이 - 펠릭스 바렛 외 1명
- 트릭스터 - 미쉘 라티머

### Next Wave 부문
- 빈스 - 트레이시 디어
- 콘크리트 카우보이 - 리키 스토브
- 리프트 라이크 어 걸 - 마예 자이드
- 시바 베이비 - 엠마 셀리그만
- 트릭스터 - 미쉘 라티머

### 스페셜 이벤트
- 40 이어스 어 프리즈너 - 타미 올리버
- 아킬라 이스케이프 - 찰스 오피서
- 다운스트림 투 킨샤사 - 디웨도 아마디
- 더 보이 프롬 메들린 - 매튜 하이네만
- 더 트뤼플 헌터스 - 마이클 드웩
- 더 워터 맨 - 데이빗 오예로워
- 더 웨이 아이 씨 잇 - 돈 포터
- 언더플레이드 - 스테이시 리
- 울프워커스 - 톰 무어 외 1명